# Munchu
Munchu é uma tradição cultural e religiosa da ilha de Okinawa. Famílias se reúnem em determinadas datas para relembrar a ligação com seus ancestrais. A religião tradicional de Okinawa está ligada ao relacionamento afetivo-emocional-espiritual entre os vivos e os desencarnados. Ela também está ligada ao mundo natural. Venera-se, por exemplo, o deus do fogo (Hinukan), divindade que deve ser cultuada na cozinha. Em casas de descendentes okinawanos no Brasil é relativamente comum ver um pequeno altar perto do fogão, onde se oferecem sal, arroz e algumas moedas à divindade.
A religiosidade okinawana, segundo Shinji Yonamine, especialista em tottome (butsudan, ou "altar dos ancestrais") e culto ancestral okinawano no Brasil, está dentro de casa. A introdução de templos tirou a religião do âmbito familiar, transformando-o em uma atividade essencialmente fora de casa. Entretanto, um indivíduo à beira da morte raramente pede para ser levado à igreja: o indivíduo deseja "voltar para casa", uma situação muito comum.
A principal data espiritual é o Shitigatsu Eisá (quando as famílias recebem, no décimo quinto dia do sétimo mês, os espíritos ancestrais em suas residências). Segundo o website da prefeitura de Okinawa, é uma das principais datas do ano, além do Shogatsu (Ano Novo). Muitas famílias de descendentes de okinawanos costumam celebrar o Munchu no primeiro domingo do ano, desde que não coincida com a data do ano novo, mas a celebração pode variar de família para família.
Médiuns são reconhecidos como Yutás no seio da cultura de Okinawa. Normalmente as mulheres são as sacerdotisas. A sacerdotisa de cada casa é normalmente a mulher mais madura presente. Já os Yutás são pessoas com dom de falar com os desencarnados. São também versadas em numerologia e prestam auxílio a comerciantes e empresários através da indicação de determinados dias dentro do mês para inaugurar negócios. Orientam também sobre rituais de purificação para expulsar espíritos não colaboradores.